# Mariquilla Terremoto (película)
Mariquilla Terremoto es una película hispano-alemana de comedia musical rodada en Berlín durante la Guerra Civil Española. Se estrenó en 1939 y fue dirigida por Benito Perojo y protagonizada en el papel estelar por Estrellita Castro.
La película está basada en la obra de teatro homónima de los hermano Álvarez Quintero, que a su vez se inspiraron en la figura de la tonadillera y bailaora Amalia Molina.

## Sinopsis
Mariquilla es una niña que vive con su tío en el pueblo de Las Canteras. Allí es adorada por todos por su carácter jovial y lleno de gracia. Su tío quiere que debute en el teatro del pueblo, pero el nerviosismo y la timidez de la chica hacen que las cosas no salgan del todo bien. Quique, un joven heredero andaluz, la consuela y la animará para que venza su timidez y muestre su arte al público, consiguiéndolo con creces.
Por otra parte, Gracita, hija adoptiva de Cristobalito y Sagrario, está enamorada de Quique, un señorito arruinado y amante de la bebida. Un día regresa a su pueblo Mariquilla Terremoto, que también es hija adoptiva de Sagrario y Cristobalito, que se marchó para triunfar como modelo y cantante. Mariquilla se reencuentra con Quique, su antiguo novio que tiempo atrás la había abandonado. Ahora, viendo el éxito de ella, lucha por recuperarla aunque Mariquilla le reprocha su conducta anterior. Finalmente decidirá que le acompañe en sus giras con la intención de regenerarle. Gracita perderá así a su amor, pero se aliviará con las promesas de amor honrado que le hará el posadero Isidoro.

## Reparto
- Estrellita Castro como Mariquilla Terremoto
- Antonio Vico como Carlos
- Ricardo Merino como Quique
- Rafaela Satorrés como Sagrario
- Pablo Hidalgo como Cristobalito
- Elisa Acebal como	Gracita
- Vicente Soler como Huerta
- Nicolás Perchicot como Tito
- José Prada como Alcalde
- Pedro Fernández Cuenca como Padrino